# برينت ستيوارت
برينت ستيوارت (بالإنجليزية: Brent Stuart)‏ هو لاعب دوري الرغبي نيوزيلندي، ولد في 19 أغسطس 1965.